# Желєзногорськ (Курська область)
Желєзногорськ — місто (з 1962 року) на північному заході Курської області Росії, адміністративний центр Железногорського району (з 1965 року). До складу району не входить, утворюючи самостійне муніципальне утворення — Міський округ місто Желєзногорськ.
Друге за величиною місто області після Курська. Населення — 95578 чол. (2024). Розташовано на західній околиці Середньоруської височини, за 90 км на північний захід від Курська, на межі з Орловською областю, біля залізничної станції Михайлівський Рудник на гілці Орел — Льгов. Через місто проходить траса А142.

## Історія

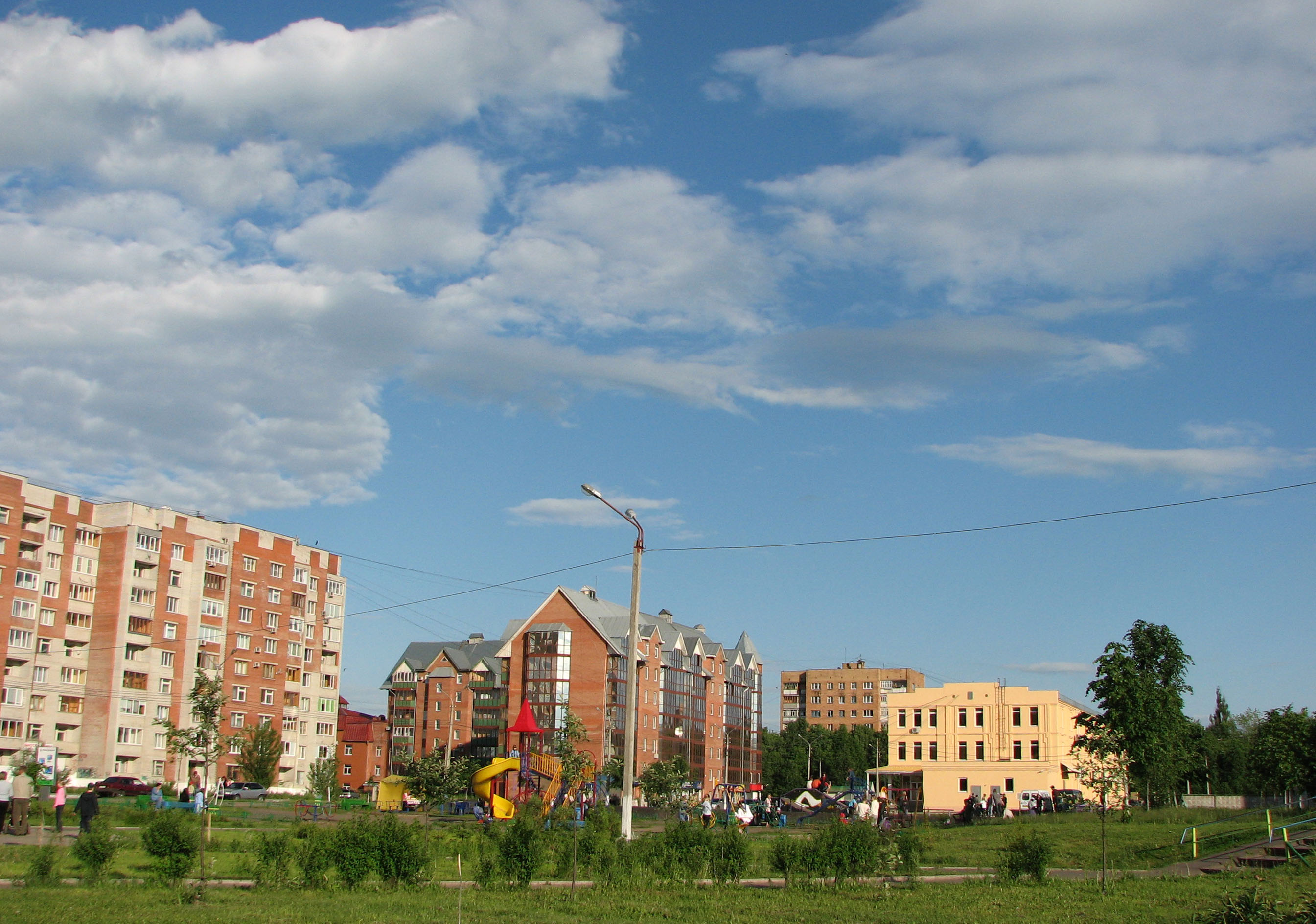
Міська забудова

Територія, яку займає сучасний Желєзногорськ, в XIX — початку XX століття входила до складу Веретенинської волості Дмитровського повіту Орловської губернії. Найближчим населеним пунктом до перших побудованим районам міста було село Черняково, відоме з початку XVIII століття.
Желєзногорськ засновано в 1957 році як робітниче селище Октябрський, через освоєння Михайлівського родовища залізних руд Курської магнітної аномалії. Місцем для будівництва міста було вибрано велике гречане поле, що знаходилося поблизу села Черняково. 2 жовтня 1957 почалося будівництво збірнощитових будинків селища. До 7 листопада були введені в експлуатацію перші два двоквартирні житлові будинки. 24 червня 1958 на підставі звернення будівельників і гірників рішенням № 290 Курської обласної Ради депутатів трудящих, селище Октябрський було перейменовано в Железногорськ. 28 вересня 1961 в межі робітничого селища Железногорськ включені село Черняково, селища Єрмолаєвський і Черняковські Горки Розветьєвської сільради. У 1962 році селищу було присвоєно статус міста, на той момент в ньому проживало 16 500 осіб.

## Географія
Розташований на північному заході Курської області, на західній околиці Середньоросійської височини, на 90 км на північний захід від Курська, на межі з Орловською областю, біля залізничної станції Михайлівський Рудник на гілці Орел — Льгов. Через місто проходить траса А142. Майже повністю оточений територією Железногорського району Курської області, за винятком північно-західної частини, що межує з Дмитровським районом Орловської області. Територією міста й округу протікають річки Погарщина, Рєчиця, Рясник і Чернь, які належать до басейну річки Свапа. Житлова забудова розташована переважно в північно-західній частині міського округу. В східній частині міського округу розташовані промзона і кар'єр Михайлівського гірничо-збагачувального комбінату. Також на території міського округу розташовано кілька садівничих товариств і колишніх сіл, які втратили статус самостійних населених пунктів.

## Відомі люди
- Єпископ Амвросій (Єрмаков) — єпископ Гатчинський Санкт-Петербурзької єпархії.
- Жалибіна Марина Володимирівна — російська легкоатлетка, заслужений майстер спорту, чемпіонка світу та Європи.
- Захаров Олексій Володимирович — російський актор.
- Кандауров Сергій Вікторович — російський і український футболіст ..
- Кірєєв Ігор Олегович — російський футболіст у складі команди «Ростов».
- Погорєлов Олександр Геннадійович — російський легкоатлет, учасник Олімпійських ігор в Афінах 2004 і в Пекіні 2008.
- Потапович Павло — російський легкоатлет, учасник Олімпійських ігор в Афінах 2004 і в Пекіні 2008.
- Разінкін Семен Олексійович — Герой Радянського Союзу.
- Солодухін Микола Іванович — видатний радянський дзюдоїст. Чемпіон літніх Олімпійських ігор (Москва, 1980) з дзюдо, чемпіон світу (1979, 1983) і Європи (1979) з дзюдо, п'ятиразовий чемпіон СРСР з дзюдо (1975, 1977, 1979, 1980, 1982), заслужений майстер спорту СРСР (1980).
- Сонін Олександр Миколайович — російський футболіст, бронзовий призер Чемпіонату Росії 2002 року в складі команди «Спартак» Москва.

У Желєзногорську знаходяться органи місцевого самоврядування Желєзногорського муніципального району, а сам Желєзногорськ належить до самостійного муніципального утворення в складі Курської області — міський округ місто Желєзногорськ.
Населення 98 069 осіб (2009). Друге за величиною місто в області після Курська.
| Росія | Це незавершена стаття з географії Росії. Ви можете допомогти проєкту, виправивши або дописавши її. |